# Basi Baranga
Der Basi Baranga, auch Bassi-Baranga, Poke-Banrangang, ist ein Speer aus Indonesien.

## Beschreibung
Der Basi Baranga hat einen geraden Schaft aus Holz. Das Blatt (Klinge) besteht aus Eisen und ist mit der Hilfe einer Tülle am Schaft befestigt. Im letzten Drittel zum Schaftende hin ist er mit einer Art "Fahne" aus Pferde- oder Ziegenhaar dekoriert. Der Schaft ist am Ende leicht dicker und abgerundet. Ein Rohr aus Holz dient als Scheide für die Speerspitze. Der Basi Baranga wird von Ethnien aus Indonesien benutzt.
Bezeichnung der Bauteile:
- Mata-Basi oder Mata-Poke = Spitze
- Tentengang oder Pasorang = Schaft
- Banraga oder Banrangang = Haardekoration
- Wanuwa oder Bannowa = Scheide
- (Gold- oder Kupfer...) Pando = Montierung